# Daodian (sockenhuvudort i Kina, Hubei Sheng, lat 31,18, long 113,73)
Daodian (kinesiska: 倒店乡) är en sockenhuvudort i Kina. Den ligger i provinsen Hubei, i den centrala delen av landet, omkring 85 kilometer nordväst om provinshuvudstaden Wuhan. Antalet invånare är 27 222. Befolkningen består av 12 450 kvinnor och 14 772 män. Barn under 15 år utgör 12,0 %, vuxna 15-64 år 79 %, och äldre över 65 år 7,0 %.
Runt Daodian är det tätbefolkat, med 819 invånare per kvadratkilometer. Närmaste större samhälle är Anlu, 9,3 km nordväst om Daodian. Trakten runt Daodian består till största delen av jordbruksmark.
Genomsnittlig årsnederbörd är 1 301 millimeter. Den regnigaste månaden är juli, med i genomsnitt 192 mm nederbörd, och den torraste är december, med 15 mm nederbörd.